# Epieremulus frontatus
Epieremulus frontatus är en kvalsterart som först beskrevs av Warburton 1912.  Epieremulus frontatus ingår i släktet Epieremulus och familjen Caleremaeidae. Inga underarter finns listade i Catalogue of Life.